# Коцоур, Ондржей
Ондржей Коцоур из Вотина (чеш. Ondřej Kocour z Votína
; умер 21 июня 1621, Прага, Чешское королевство) — пражский мещанин, член городского совета Нове-Места. Примкнул к антигабсбургскому восстанию 1618 года, после поражения был приговорён к смерти за измену, оскорбление величества и казнён на Староместской площади вместе с 26 своими товарищами. Поскольку очерёдность зависела от социального положения осуждённых (сначала паны, потом рыцари, потом мещане), Ондржея Коцоура обезглавили в числе последних, 24-м.
Имя Ондржея Коцоура выбито на мемориальной доске, которую установили на стене Староместской ратуши. О казни его и товарищей напоминают кресты на брусчатке на мостовой.